# Neosaropogon harlequinus
Neosaropogon harlequinus là một loài ruồi trong họ Asilidae. Neosaropogon harlequinus được Hull miêu tả năm 1962.